# Durchgangsprüfer

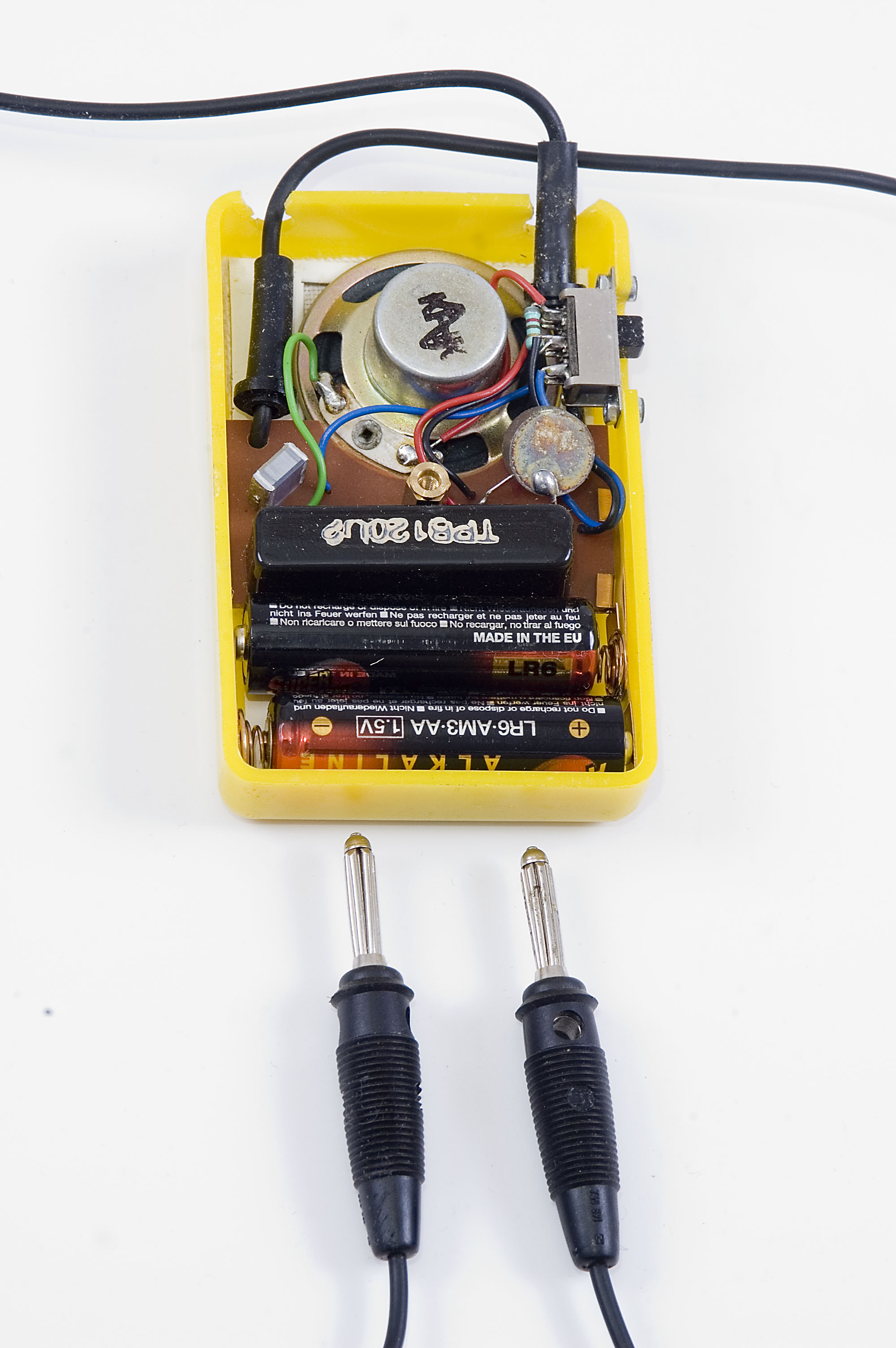
Innenleben eines Durchgangsprüfers

Vereinfachte Darstellung

Ein Durchgangsprüfer ist ein elektrisches Prüfgerät, das durch ein optisches oder akustisches Signal anzeigt, ob zwei Punkte elektrisch miteinander verbunden sind.
Durchgangsprüfer können zum Beispiel dazu verwendet werden, um die korrekte Verdrahtung einer Installation zu prüfen oder Störungen in einer bestehenden Installation aufzufinden.
Ein Durchgangsprüfer besteht aus zwei Prüfspitzen, zwischen denen er mittels einer eingebauten Batterie eine ungefährliche Hilfs- bzw. Prüfspannung (meist 1,5 bis 4,5 Volt) erzeugt. In Reihe dazu befindet sich im Gerät eine Meldelampe (Glühlampe oder Leuchtdiode mit Vorwiderstand) oder ein akustischer Signalgeber. Besteht zwischen den Prüfspitzen eine elektrische Verbindung, so fließt ein Strom, den das Prüfgerät optisch oder akustisch signalisiert.
Oft sind Durchgangsprüfer in Form eines dicken Stiftes ausgeführt und tragen eine der Prüfspitzen fest montiert an einem Ende. Der zweite Prüfanschluss ist teilweise auch mit einer Krokodilklemme versehen, um einhändig arbeiten zu können.
Auch Widerstandsmessgeräte können als Durchgangsprüfer dienen, sie besitzen darüber hinaus oft eine Durchgangsprüfer-Funktion, bei der sie bei Unterschreitung eines bestimmten Widerstandswertes einen Signalton erzeugen. Je nach Modell kann hierbei aber eine Verzögerung auftreten, weshalb bei solchen Geräten die Messspitzen sehr bewusst an die zu prüfende Strecke angesetzt werden müssen.
Da die Hilfsspannung eine Gleichspannung ist, können mit einem Durchgangsprüfer auch Dioden geprüft werden, sofern deren Flussspannung kleiner als die Prüfspannung (Batteriespannung) ist.